# یاگو هررین
یاگو هررین (انگلیسی: Iago Herrerín؛ زادهٔ ۲۵ ژانویهٔ ۱۹۸۸) یک بازیکن فوتبال اهل اسپانیا است.